# 米兰·杜迪奇
米兰·杜迪奇（羅馬化：Milan Dudić，1979年11月1日—），塞尔维亚男子足球运动员，场上位置是后卫。他曾代表塞尔维亚和黑山参加2006年国际足联世界杯，结果队伍止步小组赛阶段。